# Altostratus
Altostratusi so srednje visoki oblaki iz vode in ledu. 
So sivkasta ali modrikasta delno prosojna koprena, ki povsem ali delno pokrivajo nebo in so podobni dvignjeni megli. Skozi altostratus nejasno vidimo Sonce kot skozi motno steklo. Lahko so tako debeli, da popolnoma prekrijejo Sonce in ne povzročajo pojava halo.
Ti oblaki so lahko nevarni, ker lahko povzročijo ledeno oblogo na letalih.